# Angriff auf Ancona
Castellastua – Ancona – Pelagosa – Otranto-Sperre – Durazzo (1915) – Straße von Otranto – Angriff auf die Otranto-Sperre – Durazzo (1918) – Pola
Der Angriff auf Ancona war ein Seegefecht der k.u.k. Kriegsmarine und der italienischen Regia Marina im Zuge des Ersten Weltkrieges. Österreichisch-ungarische Kräfte griffen sowohl zivile als auch militärische Ziele in der gesamten mittelitalienischen Provinz Ancona an. Diese Operation stellte eine Antwort auf den italienischen Kriegseintritt auf Seiten der Alliierten dar.

## Verlauf
Nach der italienischen Kriegserklärung an Österreich-Ungarn am 23. Mai 1915 reagierte die k.u.k Marine schnell und führte viele Attacken auf die Marken-Region in Italien durch. Noch am Tag der Kriegserklärung griffen der Zerstörer Dinara und das Torpedoboot Tb 53T den Hafen von Ancona an.
Der Zerstörer Lika beschoss auf einer Aufklärungsfahrt zwischen Palagruža und Kap Gargano ein Semaphor und eine Radiostation in Vieste. Die Verteidigung dieser italienischen Gewässer oblag zu diesem Zeitpunkt dem italienischen Zerstörer Turbine. Bei der Begegnung der beiden Schiffe gab es ein kleines Gefecht, aus dem die Lika als Sieger hervorging. Dabei beschädigte sie den italienischen Zerstörer.
Am nächsten Tag, dem 24. Mai 1915, lief der Großteil der k.u.k. Flotte von Pula in die Adria aus. Der Verband bestand aus drei Dreadnoughts, der Viribus Unitis, der Tegetthoff sowie der Prinz Eugen, begleitet von acht Pre-Dreadnoughts. Andere österreichisch-ungarische Schiffe befanden sich bereits in feindlichen Gewässern oder fuhren direkt auf die Küste der Provinz Ancona zu. Dort beschoss die Flotte einige Küstenstädte, wobei im Speziellen die Stadt Ancona große Schäden erlitt.

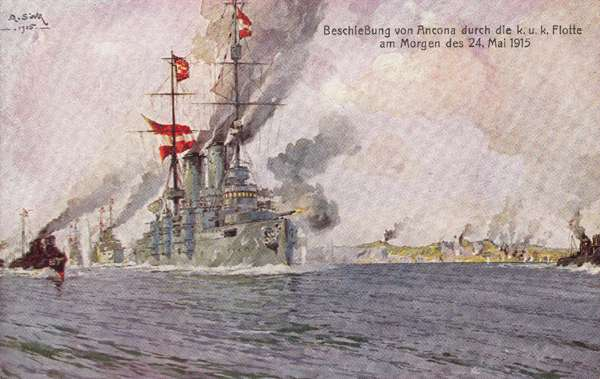
Künstlerische Darstellung auf einer Postkarte von 1915

Das Schlachtschiff Tegetthoff beschoss vor Ancona zusammen mit dem Zerstörer Velebit das italienische Luftschiff Città di Ferrara. Weiter griffen der Pre-Dreadnought Radetzky und zwei Torpedoboote Potenza Picena an. Danach kehrten sie in die Marinebasis Pula zurück. Ein weiteres Linienschiff, die Zrinyi führte gemeinsam mit zwei Torpedobooten einen Angriff auf Senigallia durch, bei dem ein Zug zerstört wurde und ein Bahnhof sowie eine Brücke, bevor der Verband den Weg zurück nach Pula antrat. Das Torpedoboot Tb 3 wurde erfolglos von einem italienischen Flugboot angegriffen.
Der k.u.k. Rapidkreuzer Admiral Spaun beschoss das Schifffahrtszeichen auf der Insel Cretaccio, während die Sankt Georg gemeinsam mit zwei Torpedobooten Rimini angriff und dabei einen Güterzug zerstörte. Zur selben Zeit beschoss der Zerstörer Streiter das Schifffahrtszeichen nahe Torre di Mileto. Ebenfalls im Zuge des Angriffes fuhr ein Verband bestehend aus dem Leichten Kreuzer Novara, einem Zerstörer und zwei Torpedobooten in den Corsini-Kanal und beschädigte eine italienische Torpedobootstation, einige Batterien Küstenartillerie sowie eine Semaphorstation.
Die Helgoland, ein weiterer Rapidkreuzer, traf unterstützt von vier Zerstörern südlich von Pelagosa auf den italienischen Zerstörer Turbine. Weiters beschoss der Zerstörer Tatra den Bahndamm nahe dem Bahnhof von Manfredonia.
Am Ende griffen k.u.k. Flugboote Venedig und Seeflugzeug-Hangars in Chiaravalle an.

## Folgen

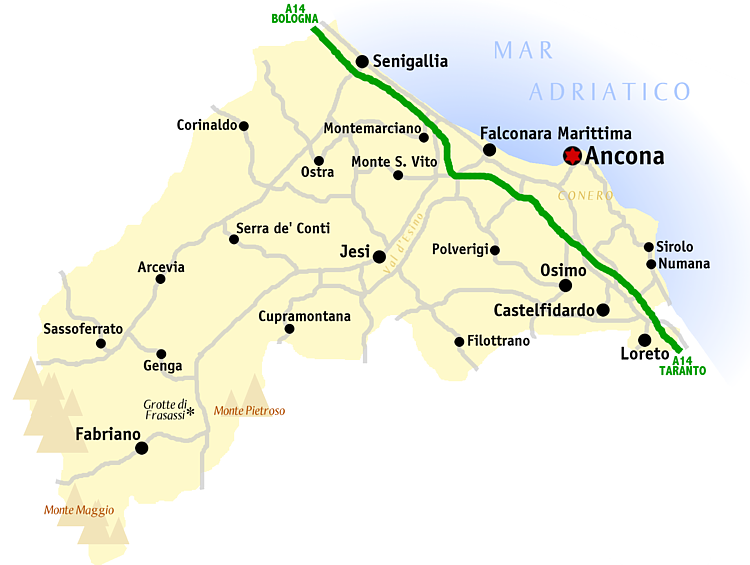
Karte der Provinz Ancona

Die österreichisch-ungarische Marine verursachte schwere Schäden. Alleine in Ancona starben 63 Menschen, sowohl Zivilisten als auch Militärbedienstete. Bei diesem Angriff blieben die Verluste der k.u.k Marine nur marginal. Im weiteren Verlauf des Seekrieges in der Adria errichtete die Royal Navy eine große Seeblockade, die unter dem Namen Otranto-Sperre bekannt ist. Diese sollte noch oft durch k.u.k Marineverbände angegriffen werden.